# 堂柿龍一
堂柿 龍一（どうがき りゅういち、1988年1月8日 - ）は日本のサッカー選手。ポジションはミッドフィールダー。

## 人物・エピソード
小学校・中学校時代はガンバ大阪の下部組織に所属したが、ユースチームへは昇格せず誘いを受けた関西学院高等部サッカー部に進む。ジュニア、ジュニアユース時代の同期に安田理大などがいる。高校3年次の高校サッカー選手権兵庫県予選では、3回戦で後にセレッソ大阪でチームメートとなる山下達也擁する御影工業高校と対戦し、先制点を奪い決勝点をアシストするなどの活躍で、2-1で勝利。その後の決勝戦では、同じくチームメートとなる森島康仁擁する滝川第二高校と対戦。0-0のままPK戦となり、0-3で敗れて全国行きを逃した。
その後大学を休学し、セレッソ大阪に入団。2007年、元マンチェスター・ユナイテッドMF香川真司(元日本代表)とプレーして退団。大学に復学し、卒業後は地元関西のクラブチームディオス1995でプレー後、2013年にバンディオンセ加古川に移籍。2015年2月、退団が発表された。

## 所属クラブ
ユース経歴
- 横浜マリノスプライマリー追浜
- ガンバ大阪ジュニア
- 2000年 - 2002年 ガンバ大阪ジュニアユース
- 2003年 - 2005年 関西学院高等部
  - 2005年 セレッソ大阪（特別指定選手）

1種経歴
- 2006年 - 2007年 セレッソ大阪
- 2008年 - 2011年 関西学院大学
- 2012年 ディオス1995
- 2013年 - 2014年 バンディオンセ加古川

## 個人成績
| 国内大会個人成績 | 国内大会個人成績 | 国内大会個人成績 | 国内大会個人成績 | 国内大会個人成績 | 国内大会個人成績 | 国内大会個人成績 | 国内大会個人成績 | 国内大会個人成績 | 国内大会個人成績 | 国内大会個人成績 | 国内大会個人成績 |
| 年度             | クラブ           | 背番号           | リーグ           | リーグ戦         | リーグ戦         | リーグ杯         | リーグ杯         | オープン杯       | オープン杯       | 期間通算         | 期間通算         |
| 年度             | クラブ           | 背番号           | リーグ           | 出場             | 得点             | 出場             | 得点             | 出場             | 得点             | 出場             | 得点             |
| 日本             | 日本             | 日本             | 日本             | リーグ戦         | リーグ戦         | リーグ杯         | リーグ杯         | 天皇杯           | 天皇杯           | 期間通算         | 期間通算         |
| ---------------- | ---------------- | ---------------- | ---------------- | ---------------- | ---------------- | ---------------- | ---------------- | ---------------- | ---------------- | ---------------- | ---------------- |
| 2006             | C大阪            | 24               | J1               | 0                | 0                | 0                | 0                | 0                | 0                | 0                | 0                |
| 2007             | C大阪            | 24               | J2               | 1                | 0                | -                | -                | 1                | 0                | 2                | 0                |
| 2012             | ディオス         | 10               | 兵庫県1部        |                  |                  | -                | -                | -                | -                |                  |                  |
| 2013             | 加古川           | 13               | 関西1部          | 13               | 6                | -                | -                | -                | -                | 13               | 6                |
| 2014             | 加古川           | 13               | 関西1部          | 13               | 3                | -                | -                |                  |                  | 13               | 3                |
| 通算             | 日本             | 日本             | J1               | 0                | 0                | 0                | 0                | 0                | 0                | 0                | 0                |
| 通算             | 日本             | 日本             | J2               | 1                | 0                | -                | -                | 1                | 0                | 2                | 0                |
| 通算             | 日本             | 日本             | 関西1部          | 26               | 9                | -                | -                | -                | -                | 26               | 9                |
| 通算             | 日本             | 日本             | 兵庫県1部        |                  |                  | -                | -                | -                | -                |                  |                  |
| 総通算           | 総通算           | 総通算           | 総通算           | 27               | 9                | 0                | 0                | 1                | 0                | 28               | 9                |

- 2005年は特別指定選手としての試合出場はなし。
- Jリーグ初出場 - 2007年6月27日 J2 第24節 対東京ヴェルディ1969戦（大阪長居スタジアム）

## 代表歴
- U-17日本代表
  - 2004年 - AFC U-17選手権

## タイトル
- 関西サッカーリーグDivision1 ベスト11（2013年）[2]